# Lista foștilor membri ai Camerei Reprezentanților Statelor Unite ale Americii: E
Această este o listă a foștilor membri ai Camerei Reprezentanților Statelor Unite ale Americii al căror nume de familie începe cu litera E.
| Reprezentant           | Ani                                        | Stat           | Partid                       |
| ---------------------- | ------------------------------------------ | -------------- | ---------------------------- |
| John J. Eagan          | 1913-1921, 1923-1925                       | New Jersey     | Democrat                     |
| Samuel W. Eager        | 1830-1831                                  | New York       | Național Republican          |
| Joe H. Eagle           | 1913-1921, 1933-1937                       | Texas          | Democrat                     |
| Benjamin T. Eames      | 1871-1879                                  | Rhode Island   | Republican                   |
| Daniel S. Earhart      | 1936-1937                                  | Ohio           | Democrat                     |
| Elias Earle            | 1805-1807, 1811-1815, 1817-1821            | South Carolina | Democrat-Republican          |
| John B. Earle          | 1803-1805                                  | South Carolina | Democrat-Republican          |
| Samuel Earle           | 1795-1797                                  | South Carolina | Democrat-Republican          |
| Jonas Earll, Jr.       | 1827-1831                                  | New York       | Democrat                     |
| Nehemiah H. Earll      | 1839-1841                                  | New York       | Democrat                     |
| Joseph D. Early        | 1974-1993                                  | Massachusetts  | Democrat                     |
| Peter Early            | 1803-1807                                  | Georgia        | Democrat-Republican          |
| Harold Earthman        | 1945-1947                                  | Tennessee      | Democrat                     |
| Ben C. Eastman         | 1851-1855                                  | Wisconsin      | Democrat                     |
| Ira A. Eastman         | 1839-1843                                  | New Hampshire  | Democrat                     |
| Nehemiah Eastman       | 1825-1827                                  | New Hampshire  | Național Republican          |
| Charles A. Eaton       | 1925-1953                                  | New Jersey     | Republican                   |
| Lewis Eaton            | 1823-1825                                  | New York       | Democrat-Republican          |
| Thomas M. Eaton        | 1939                                       | California     | Republican                   |
| William R. Eaton       | 1929-1933                                  | Colorado       | Republican                   |
| William W. Eaton       | 1883-1885                                  | Connecticut    | Democrat                     |
| Herman P. Eberharter   | 1937-1958                                  | Pennsylvania   | Democrat                     |
| Leonard S. Echols      | 1919-1923                                  | West Virginia  | Republican                   |
| Dennis E. Eckart       | 1981-1993                                  | Ohio           | Democrat                     |
| Charles R. Eckert      | 1935-1939                                  | Pennsylvania   | Democrat                     |
| Fred J. Eckert         | 1985-1987                                  | New York       | Republican                   |
| George N. Eckert       | 1847-1849                                  | Pennsylvania   | Whig                         |
| Bob Eckhardt           | 1967-1981                                  | Texas          | Democrat                     |
| Ephraim R. Eckley      | 1863-1869                                  | Ohio           | Republican                   |
| Frank Eddy             | 1895-1903                                  | Minnesota      | Republican                   |
| Norman Eddy            | 1853-1855                                  | Indiana        | Democrat                     |
| Samuel Eddy            | 1819-1825                                  | Rhode Island   | Democrat-Republican          |
| M. Michael Edelstein   | 1940-1941                                  | New York       | Democrat                     |
| John R. Eden           | 1863-1865, 1873-1879, 1885-1887            | Illinois       | Democrat                     |
| Robert W. Edgar        | 1975-1987                                  | Pennsylvania   | Democrat                     |
| Alfred P. Edgerton     | 1851-1855                                  | Ohio           | Democrat                     |
| Joseph K. Edgerton     | 1863-1865                                  | Indiana        | Democrat                     |
| Sidney Edgerton        | 1859-1863                                  | Ohio           | Republican                   |
| John Rufus Edie        | 1855-1857                                  | Pennsylvania   | Opoziționist                 |
| John Rufus Edie        | 1857-1859                                  | Pennsylvania   | Republican                   |
| J. Wiley Edmands       | 1853-1855                                  | Massachusetts  | Whig                         |
| Andrew Edmiston        | 1933-1943                                  | West Virginia  | Democrat                     |
| William Edmond         | 1797-1801                                  | Connecticut    | Federalist                   |
| George W. Edmonds      | 1913-1925, 1933-1935                       | Pennsylvania   | Republican                   |
| Ed Edmondson           | 1953-1973                                  | Oklahoma       | Democrat                     |
| Paul C. Edmunds        | 1889-1895                                  | Virginia       | Democrat                     |
| Henry A. Edmundson     | 1849-1861                                  | Virginia       | Democrat                     |
| Joseph E. Edsall       | 1845-1849                                  | New Jersey     | Democrat                     |
| Benjamin Edwards       | 1795                                       | Maryland       | Pro-Administrație            |
| Caldwell Edwards       | 1901-1903                                  | Montana        | Populist                     |
| Charles Gordon Edwards | 1907-1917, 1925-1931                       | Georgia        | Democrat                     |
| Don Edwards            | 1963-1995                                  | California     | Democrat                     |
| Don C. Edwards         | 1905-1911                                  | Kentucky       | Republican                   |
| Edwin Edwards          | 1965-1972                                  | Louisiana      | Democrat                     |
| Francis S. Edwards     | 1855-1857                                  | New York       | American                     |
| Henry W. Edwards       | 1819-1823                                  | Connecticut    | Democrat-Republican          |
| Jack Edwards           | 1965-1985                                  | Alabama        | Republican                   |
| John Edwards           | 1837-1839                                  | New York       | Democrat                     |
| John Edwards           | 1839-1841                                  | Pennsylvania   | Anti-Masonic                 |
| John Edwards           | 1841-1843                                  | Pennsylvania   | Whig                         |
| John Edwards           | 1871-1872                                  | Arkansas       | Liberal Republican           |
| John C. Edwards        | 1841-1843                                  | Missouri       | Democrat                     |
| Mickey Edwards         | 1977-1993                                  | Oklahoma       | Republican                   |
| Samuel Edwards         | 1819-1825                                  | Pennsylvania   | Federalist                   |
| Samuel Edwards         | 1825-1827                                  | Pennsylvania   | Democrat                     |
| Thomas M. Edwards      | 1859-1863                                  | New Hampshire  | Republican                   |
| Thomas O. Edwards      | 1847-1849                                  | Ohio           | Whig                         |
| Weldon N. Edwards      | 1816-1825                                  | North Carolina | Democrat-Republican          |
| Weldon N. Edwards      | 1825-1827                                  | North Carolina | Democrat                     |
| William P. Edwards     | 1868-1869                                  | Georgia        | Republican                   |
| Valentine Efner        | 1835-1837                                  | New York       | Democrat                     |
| Albert G. Egbert       | 1875-1877                                  | Pennsylvania   | Democrat                     |
| Joseph Egbert          | 1841-1843                                  | New York       | Democrat                     |
| George Ege             | 1796-1797                                  | Pennsylvania   | Federalist                   |
| Benjamin Eggleston     | 1865-1869                                  | Ohio           | Republican                   |
| Joseph Eggleston       | 1798-1801                                  | Virginia       | Democrat-Republican          |
| Robert Ehrlich         | 1995-2003                                  | Maryland       | Republican                   |
| Edward C. Eicher       | 1933-1938                                  | Iowa           | Democrat                     |
| Anthony Eickhoff       | 1877-1879                                  | New York       | Democrat                     |
| Joshua Eilberg         | 1967-1979                                  | Pennsylvania   | Democrat                     |
| Edwin Einstein         | 1879-1881                                  | New York       | Republican                   |
| William A. Ekwall      | 1935-1937                                  | Oregon         | Republican                   |
| Jacob H. Ela           | 1867-1871                                  | New Hampshire  | Republican                   |
| Joseph Barton Elam     | 1877-1881                                  | Louisiana      | Democrat                     |
| James W. Elder         | 1913-1915                                  | Louisiana      | Democrat                     |
| Charles A. Eldredge    | 1863-1875                                  | Wisconsin      | Democrat                     |
| Nathaniel B. Eldredge  | 1883-1887                                  | Michigan       | Democrat                     |
| Samuel A. Eliot        | 1850-1851                                  | Massachusetts  | Whig                         |
| Thomas D. Eliot        | 1854-1855                                  | Massachusetts  | Whig                         |
| Thomas D. Eliot        | 1859-1869                                  | Massachusetts  | Republican                   |
| Thomas H. Eliot        | 1941-1943                                  | Massachusetts  | Democrat                     |
| Henry Ellenbogen       | 1933-1938                                  | Pennsylvania   | Democrat                     |
| J. Edwin Ellerbe       | 1905-1913                                  | South Carolina | Democrat                     |
| Henry T. Ellett        | 1847                                       | Mississippi    | Democrat                     |
| Tazewell Ellett        | 1895-1897                                  | Virginia       | Democrat                     |
| Benjamin Ellicott      | 1817-1819                                  | New York       | Democrat-Republican          |
| Alfred J. Elliott      | 1937-1949                                  | California     | Democrat                     |
| Carl Elliott           | 1949-1965                                  | Alabama        | Democrat                     |
| Douglas H. Elliott     | 1960                                       | Pennsylvania   | Republican                   |
| James Elliott          | 1803-1809                                  | Vermont        | Federalist                   |
| James T. Elliott       | 1869                                       | Arkansas       | Republican                   |
| John Milton Elliott    | 1853-1859                                  | Kentucky       | Democrat                     |
| Mortimer F. Elliott    | 1883-1885                                  | Pennsylvania   | Democrat                     |
| Richard N. Elliott     | 1917-1931                                  | Indiana        | Republican                   |
| Robert B. Elliott      | 1871-1874                                  | South Carolina | Republican                   |
| William Elliott        | 1887-1890, 1891-1893, 1895-1896, 1897-1903 | South Carolina | Democrat                     |
| Caleb Ellis            | 1805-1807                                  | New Hampshire  | Federalist                   |
| Chesselden Ellis       | 1843-1845                                  | New York       | Democrat                     |
| Clyde T. Ellis         | 1939-1943                                  | Arkansas       | Democrat                     |
| E. John Ellis          | 1875-1885                                  | Louisiana      | Democrat                     |
| Edgar C. Ellis         | 1905-1909, 1921-1923, 1925-1927, 1929-1931 | Missouri       | Republican                   |
| Hubert S. Ellis        | 1943-1949                                  | West Virginia  | Republican                   |
| William Cox Ellis      | 1823-1825                                  | Pennsylvania   | Federalist                   |
| William R. Ellis       | 1893-1899, 1907-1911                       | Oregon         | Republican                   |
| William T. Ellis       | 1889-1895                                  | Kentucky       | Democrat                     |
| Andrew Ellison         | 1853-1855                                  | Ohio           | Democrat                     |
| Daniel Ellison         | 1943-1945                                  | Maryland       | Republican                   |
| William W. Ellsberry   | 1885-1887                                  | Ohio           | Democrat                     |
| Charles C. Ellsworth   | 1877-1879                                  | Michigan       | Republican                   |
| Franklin Ellsworth     | 1915-1921                                  | Minnesota      | Republican                   |
| Harris Ellsworth       | 1943-1957                                  | Oregon         | Republican                   |
| Robert Fred Ellsworth  | 1961-1967                                  | Kansas         | Republican                   |
| Samuel S. Ellsworth    | 1845-1847                                  | New York       | Democrat                     |
| William W. Ellsworth   | 1829-1834                                  | Connecticut    | Național Republican          |
| Reuben Ellwood         | 1883-1885                                  | Illinois       | Republican                   |
| Lawrence R. Ellzey     | 1932-1935                                  | Mississippi    | Democrat                     |
| Lucas Conrad Elmendorf | 1797-1803                                  | New York       | Democrat-Republican          |
| Ebenezer Elmer         | 1801-1807                                  | New Jersey     | Democrat-Republican          |
| Lucius Elmer           | 1843-1845                                  | New Jersey     | Democrat                     |
| William P. Elmer       | 1943-1945                                  | Missouri       | Republican                   |
| Franklin H. Elmore     | 1836-1839                                  | South Carolina | Drepturilor Statlor Democrat |
| Edward J. Elsaesser    | 1945-1949                                  | New York       | Republican                   |
| Charles H. Elston      | 1939-1953                                  | Ohio           | Republican                   |
| John A. Elston         | 1915-1921                                  | California     | Progresist                   |
| Ralph R. Eltse         | 1933-1935                                  | California     | Republican                   |
| Politte Elvins         | 1909-1911                                  | Missouri       | Republican                   |
| Alfred Ely             | 1859-1863                                  | New York       | Republican                   |
| Frederick D. Ely       | 1885-1887                                  | Massachusetts  | Republican                   |
| John Ely               | 1839-1841                                  | New York       | Democrat                     |
| Smith Ely, Jr.         | 1871-1873, 1875-1876                       | New York       | Democrat                     |
| William Ely            | 1805-1815                                  | Massachusetts  | Federalist                   |
| Elisha Embree          | 1847-1849                                  | Indiana        | Whig                         |
| Martin Emerich         | 1903-1905                                  | Illinois       | Democrat                     |
| Bill Emerson           | 1981-1996                                  | Missouri       | Republican                   |
| Henry I. Emerson       | 1915-1921                                  | Ohio           | Republican                   |
| Louis W. Emerson       | 1899-1903                                  | New York       | Republican                   |
| David F. Emery         | 1975-1983                                  | Maine          | Republican                   |
| James Emott            | 1809-1813                                  | New York       | Federalist                   |
| Jonas R. Emrie         | 1855-1857                                  | Ohio           | Opoziționist                 |
| Albert J. Engel        | 1935-1951                                  | Michigan       | Republican                   |
| Edward T. England      | 1927-1929                                  | West Virginia  | Republican                   |
| Clair Engle            | 1943-1959                                  | California     | Democrat                     |
| Harry Lane Englebright | 1926-1943                                  | California     | Republican                   |
| William F. Englebright | 1906-1911                                  | California     | Republican                   |
| Glenn English          | 1975-1994                                  | Oklahoma       | Democrat                     |
| James E. English       | 1861-1865                                  | Connecticut    | Democrat                     |
| Karan English          | 1993-1995                                  | Arizona        | Democrat                     |
| Thomas Dunn English    | 1891-1895                                  | New Jersey     | Democrat                     |
| Warren B. English      | 1894-1895                                  | California     | Democrat                     |
| William E. English     | 1884-1885                                  | Indiana        | Democrat                     |
| William H. English     | 1853-1861                                  | Indiana        | Democrat                     |
| Benjamin A. Enloe      | 1887-1895                                  | Tennessee      | Democrat                     |
| William H. Enochs      | 1891-1893                                  | Ohio           | Republican                   |
| John Ensign            | 1995-1999                                  | Nevada         | Republican                   |
| James F. Epes          | 1891-1895                                  | Virginia       | Democrat                     |
| Sydney P. Epes         | 1897-1898, 1899-1900                       | Virginia       | Democrat                     |
| John Wayles Eppes      | 1803-1811, 1813-1815                       | Virginia       | Democrat-Republican          |
| Arlen Erdahl           | 1979-1983                                  | Minnesota      | Republican                   |
| Constantine J. Erdman  | 1893-1897                                  | Pennsylvania   | Democrat                     |
| Jacob Erdman           | 1845-1847                                  | Pennsylvania   | Democrat                     |
| Ben Erdreich           | 1983-1993                                  | Alabama        | Democrat                     |
| Edmund F. Erk          | 1930-1933                                  | Pennsylvania   | Republican                   |
| John N. Erlenborn      | 1965-1985                                  | Illinois       | Republican                   |
| Daniel Ermentrout      | 1881-1889, 1897-1899                       | Pennsylvania   | Democrat                     |
| Russell Errett         | 1877-1883                                  | Pennsylvania   | Republican                   |
| Allen E. Ertel         | 1977-1983                                  | Pennsylvania   | Democrat                     |
| James Ervin            | 1817-1821                                  | South Carolina | Democrat-Republican          |
| Joseph Wilson Ervin    | 1945                                       | North Carolina | Democrat                     |
| Sam Ervin              | 1946-1947                                  | North Carolina | Democrat                     |
| John J. Esch           | 1899-1921                                  | Wisconsin      | Republican                   |
| Marvin L. Esch         | 1967-1977                                  | Michigan       | Republican                   |
| Edwin D. Eshleman      | 1967-1977                                  | Pennsylvania   | Republican                   |
| Edward E. Eslick       | 1925-1932                                  | Tennessee      | Democrat                     |
| Willa Eslick           | 1932-1933                                  | Tennessee      | Democrat                     |
| Mike Espy              | 1987-1993                                  | Mississippi    | Democrat                     |
| Frederick Essen        | 1918-1919                                  | Missouri       | Republican                   |
| Harry A. Estep         | 1927-1933                                  | Pennsylvania   | Republican                   |
| Charles J. Esterly     | 1925-1927, 1929-1931                       | Pennsylvania   | Republican                   |
| Benjamin Estil         | 1825-1827                                  | Virginia       | Național Republican          |
| Albert Estopinal       | 1908-1919                                  | Louisiana      | Democrat                     |
| Constantine C. Esty    | 1872-1873                                  | Massachusetts  | Republican                   |
| Emerson Etheridge      | 1853-1855                                  | Tennessee      | Whig                         |
| Emerson Etheridge      | 1855-1857                                  | Tennessee      | American                     |
| Emerson Etheridge      | 1859-1861                                  | Tennessee      | Opoziționist                 |
| George Eustis Jr.      | 1855-1859                                  | Louisiana      | American                     |
| William Eustis         | 1801-1805, 1820-1823                       | Massachusetts  | Democrat-Republican          |
| Alexander Evans        | 1847-1853                                  | Maryland       | Whig                         |
| Alvin Evans            | 1901-1905                                  | Pennsylvania   | Republican                   |
| Billy Lee Evans        | 1977-1983                                  | Georgia        | Democrat                     |
| Charles R. Evans       | 1919-1921                                  | Nevada         | Democrat                     |
| Cooper Evans           | 1981-1987                                  | Iowa           | Republican                   |
| David E. Evans         | 1827                                       | New York       | Democrat                     |
| David R. Evans         | 1813-1815                                  | South Carolina | Democrat-Republican          |
| David W. Evans         | 1975-1983                                  | Indiana        | Democrat                     |
| Frank E. Evans         | 1965-1979                                  | Colorado       | Democrat                     |
| George Evans           | 1829-1837                                  | Maine          | Național Republican          |
| George Evans           | 1837-1841                                  | Maine          | Whig                         |
| H. Clay Evans          | 1889-1891                                  | Tennessee      | Republican                   |
| Hiram K. Evans         | 1923-1925                                  | Iowa           | Republican                   |
| Isaac Newton Evans     | 1877-1879, 1883-1887                       | Pennsylvania   | Republican                   |
| James L. Evans         | 1875-1879                                  | Indiana        | Republican                   |
| John M. Evans          | 1913-1921, 1923-1933                       | Montana        | Democrat                     |
| Joshua Evans, Jr.      | 1829-1833                                  | Pennsylvania   | Democrat                     |
| Lane Evans             | 1983-2007                                  | Illinois       | Democrat                     |
| Lemuel D. Evans        | 1855-1857                                  | Texas          | American                     |
| Lynden Evans           | 1911-1913                                  | Illinois       | Democrat                     |
| Marcellus H. Evans     | 1935-1941                                  | New York       | Democrat                     |
| Nathan Evans           | 1847-1851                                  | Ohio           | Whig                         |
| Robert E. Evans        | 1919-1923                                  | Nebraska       | Republican                   |
| Thomas Evans           | 1797-1801                                  | Virginia       | Federalist                   |
| Thomas B. Evans, Jr.   | 1977-1983                                  | Delaware       | Republican                   |
| Walter Evans           | 1895-1899                                  | Kentucky       | Republican                   |
| William E. Evans       | 1927-1935                                  | California     | Republican                   |
| Edward Everett         | 1825-1835                                  | Massachusetts  | Național Republican          |
| Horace Everett         | 1829-1837                                  | Vermont        | Național Republican          |
| Horace Everett         | 1837-1843                                  | Vermont        | Whig                         |
| Robert A. Everett      | 1958-1969                                  | Tennessee      | Democrat                     |
| Robert W. Everett      | 1891-1893                                  | Georgia        | Democrat                     |
| William Everett        | 1893-1895                                  | Massachusetts  | Democrat                     |
| James B. Everhart      | 1883-1887                                  | Pennsylvania   | Republican                   |
| William Everhart       | 1853-1855                                  | Pennsylvania   | Whig                         |
| Joe L. Evins           | 1947-1977                                  | Tennessee      | Democrat                     |
| John H. Evins          | 1877-1884                                  | South Carolina | Democrat                     |
| Hamilton G. Ewart      | 1889-1891                                  | North Carolina | Republican                   |
| Andrew Ewing           | 1849-1851                                  | Tennessee      | Democrat                     |
| Edwin Hickman Ewing    | 1845-1847                                  | Tennessee      | Whig                         |
| John Ewing             | 1833-1835                                  | Indiana        | Național Republican          |
| John Ewing             | 1837-1839                                  | Indiana        | Whig                         |
| John Hoge Ewing        | 1845-1847                                  | Pennsylvania   | Whig                         |
| Presley Ewing          | 1851-1854                                  | Kentucky       | Whig                         |
| Thomas Ewing, Jr.      | 1877-1881                                  | Ohio           | Democrat                     |
| Thomas W. Ewing        | 1991-2001                                  | Illinois       | Republican                   |